# Astrocaryum acaule
Astrocaryum acaule är en enhjärtbladig växtart som beskrevs av Carl Friedrich Philipp von Martius. Astrocaryum acaule ingår i släktet Astrocaryum och familjen Arecaceae. Inga underarter finns listade i Catalogue of Life.